# 封锁 (电影)
是2021年上映的美国抢劫题材浪漫喜剧片，由道格·李曼执导，史蒂芬·奈特编剧， 安妮·海瑟薇、切瓦特·艾乔福、斯蒂芬·默切特、敏蒂·卡靈、露西·波頓、马克·加蒂斯、克萊斯·邦、班·史提勒和本·金斯利演出。影片故事发生在2019冠状病毒病疫情封城期间，讲述英国伦敦一对夫妇盗窃哈罗德百货名贵珠宝的故事。
影片于2021年1月14日登陆HBO Max美国区，获得影评人褒贬不一的评价。

## 剧情
2019冠状病毒病疫情期间，帕斯顿和琳达夫妇住在伦敦，生活并不和睦。帕斯顿有犯罪前科，能做的工作不多，只能给快递公司当卡车司机。他对眼下的生活感到不安。由于大部分商铺已经关门，能够运送贵重货物的司机不多，上司安排帕斯顿去运货，而且特地给了他一个假身份，名字就叫做爱伦·坡。
与此同时，在营销策划公司当首席执行官的琳达接到任务，需要安排人撤走她在哈罗德百货布置的时装展。巧合的是，帕斯顿的任务就是去接走琳达布置的东西，但帕斯顿无法通过琳达设置的安检站。据琳达透露，哈罗德百货的保险库里有一颗价值300万欧元的钻石，这颗钻石已经给一位不具名人士买走，而摆在商店里的钻石其实是仿制品。
经过双方同意，帕斯顿和琳达决定将真钻石归为己有，把假的钻石发给纽约的买家，之后将真钻石卖掉，得来的钱一半留给自己，一半捐给国民保健署。
一进入商场，帕斯顿和琳达就来到地库，将真钻石掉包成假的。此时几天前被琳达开除的唐纳德出现，说警方知道帕斯顿用了假身份，现在正赶来。情急之下，琳达透露了他们的计划，唐纳德无可奈何，只好帮助他们。
事成后，原本打算分道扬镳的夫妻俩重修于好。之后封锁措施延长两周。

## 演员
- 安妮·海瑟薇 饰 琳达（Linda），帕斯顿的妻子
- 切瓦特·艾乔福 饰 帕斯顿（Paxton），琳达的丈夫
- 斯蒂芬·默切特 饰 迈克尔·摩根（Michael Morgan），哈罗德百货安保部长
- 敏蒂·卡靈 饰 凯特（Kate），琳达在哈罗德的旧同事
- 露西·波頓 饰 夏洛特（Charlotte）
- 马克·加蒂斯 饰 唐纳德（Donald），琳达旧同事
- 克萊斯·邦 饰 埃辛（Essien），琳达的老板
- 杜勒·希尔（英语：Dulé Hill） 饰 大卫（David），帕斯顿同母异父的哥哥
- 贾兹敏·西蒙（英语：Jazmyn Simon） 饰 玛丽亚（Maria），大卫妻子
- 山姆·斯普魯爾 饰 马丁（Martin），帕斯顿同事
- 弗朗西丝·鲁菲尔（英语：Frances Ruffelle） 饰 帕斯顿和琳达的邻居
- 班·史提勒 饰 盖伊（Guy），琳达上司
- 本·金斯利 饰 马尔科姆（Malcolm），帕斯顿上司

## 制作
影片于2020年9月公布，由道格·李曼执导，史蒂芬·奈特同年7月应李曼挑战编剧，暂定名称《Lockdown》。安妮·海瑟薇担任影片主演，拍摄工作于同月晚些时候在伦敦启动。切瓦特·艾乔福、班·史提勒、莉莉·詹姆斯、斯蒂芬·默切特、杜勒·希尔、贾兹敏·西蒙和马克·加蒂斯宣布加盟。2020年10月，敏蒂·卡靈、本·金斯利和露西·波頓加盟，波顿取代詹姆斯。2021年1月，克萊斯·邦、山姆·斯普魯爾和弗朗西丝·鲁菲尔宣布加入。
影片花了18天拍摄，由于资源有限、制作窗口期较短，有些戏份的顺序需要调整，造成海瑟薇和艾乔福拍戏时忘词。尽管最初的报道称制片成本达1000万美元，里曼表示实际成本“至少三字头”。英国公司Koala FX负责前期的视效处理。

## 发行
影片于2020年12月被HBO Max买下，2021年1月14日上线，是第一部采用2019版华纳兄弟影业商标改版的作品。

## 评价
汇总媒体烂番茄根据116条评论打出41%的腐烂度，平均得分5.00/10。网站共识写道：“《封锁》将抢劫闹剧、浪漫喜剧及疫情时代的热门话题糅合成一部稍微令人沮丧的电影。”Metacritic精选33条主流媒体的评论，打出42/100的加权平均分，表示“褒贬不一或口碑平平”。
IndieWire的大卫·埃里希（David Ehrlich）打出B级的评分，表示：“没错，《封锁》是一部抢劫片，尽管比较注重展现‘偷回你认为生活欠你的东西，而非无价的珠宝’......疫情给我们用自以为理所应当的自由打造和蔼可亲的嬉戏创造了合适背景，而当中提及的拘束生活早已主宰了我们的生活，只不过我们到了不得不待在家里的时候才发觉。”RogerEbert.com的尼克·艾伦（Nick Allen）打出2/4星评价，认为“尽管海瑟薇和艾乔福流露出一定的默契和魅力，《封锁》依然是令人眼花缭乱的混乱之作”。《Little White Lies》杂志打出1/5星差评，认为影片是一部不痛不痒的疫情题材抢劫闹剧，“富裕的夫妇在一部没人愿意看的疫情电影中策划了一场大胆的钻石抢劫行动”。